# 노나데실산
노나데실산(영어: nonadecylic acid) 또는 노나데칸산(영어: nonadecanoic acid)은 화학식이 CH3(CH2)17COOH 인 19개의 탄소로 구성된 긴 사슬의 포화 지방산이다. 노나데실산은 노나데실레이트라고 불리는 염을 형성한다.
노나데실산은 지방과 식물성 기름에서 찾을 수 있다. 또한 곤충에서 페로몬으로도 사용된다.

## 같이 보기
- 포화 지방산